# Frank Samuel
Frank Samuel (* 19. Januar 1889 in London; † 25. Februar 1954 ebenda) war ein britischer Erfinder und Leitender Industriemanager.

## Leben
Als Jugendlicher arbeitete Frank Samuel im elterlichen Familienbetrieb mit, der Musikinstrumente herstellte. In seiner Freizeit erfand er das erste tragbare Grammophon und ließ sich diese Erfindung patentieren. Der Familienbetrieb wurde in Decca Gramophone Company umbenannt, die Decca-Grammophone wurden ein Verkaufserfolg, und Frank Samuel wurde Deccas erster Vorstandsvorsitzender. 1929 wurde Decca an die Börse gebracht und umfirmiert, Samuel verlor seinen Posten und wurde mit knapp 500.000 Pfund ausbezahlt. 1932 übernahm er einen Leitungsposten bei der United Africa Company (UAC), einer Tochtergesellschaft der Unilever. 1939 wurde er zum Direktor der UAC ernannt. Er war der Initiator und anfänglich treibende Kraft des Tanganyika Groundnut Scheme, verstand es aber, die politische und unternehmerische Verantwortung für das katastrophale Scheitern des Großprojekts nicht übernehmen zu müssen.